# Miri-Clan
Der Miri-Clan, auch Miri-Familie genannt, ist ein aus ursprünglich Mardin stammender Mhallami-Clan in Deutschland. Der Clan zählt zur organisierten Kriminalität (Clan-Kriminalität) und weist mafiöse Strukturen auf. Familienmitglieder betreiben Schutzgelderpressungen, Drogen- und illegalen Medikamentenhandel, Waffenhandel oder sind im Rotlichtmilieu aktiv.

## Herkunft und geographische Wirkungsgebiete
In den 1980er-Jahren kamen rund 15.000 Bürgerkriegsflüchtlinge, deren Staatsangehörigkeit teilweise nicht geklärt werden konnte, aus dem Libanon nach Deutschland. Die Familien ließen sich hauptsächlich in den Städten Berlin, Bremen und Essen nieder. Laut einem Bericht von Stern TV aus dem Jahr 2011 befindet sich der Miri-Clan seit 1980 in Deutschland.
Der Miri-Clan wird der Volksgruppe der Mhallami zugerechnet, die zunächst in der Türkei in dem Gebiet zwischen Mardin und Midyat lebten. In der Türkei führten die Mhallami arabische Namen, die keine Nachnamen im europäischen Sinn beinhalten. Die von Atatürk eingeführten türkischen Namen wurden nur im Umgang mit türkischen Behörden verwendet. Im Libanon benutzten sie wieder ihre arabischen Namen. Da im Libanon Familiennamen geführt werden, fügten sie dem Vornamen aber einen Clan-Namen an, der wahrscheinlich meist nach einem männlichen Vorfahren oder einer besonderen traditionellen Stellung der Familie, Herkunftsort oder -region gewählt wurde. Dies geschah wahrscheinlich zwischen 1925 und 1935. Die Gleichheit oder Ähnlichkeit eines Nachnamens bedeutet nicht zwangsläufig, dass die Familien untereinander verwandt sein müssen. Die Namen wurden vielmehr nach der Einreise in den Libanon selbst gewählt, wahrscheinlich unter Orientierung an bereits ansässigen Angehörigen. Es kam auch vor, dass sich ein männliches Mitglied einer Familie aufgrund von innerfamiliären Streitigkeiten einen eigenen Familiennamen zulegte und somit eine neue Sippe gründete.
Da der Name in der arabischen Bevölkerung aber relativ verbreitet ist und die Möglichkeit bestand, bei der Migration von der Türkei in den Libanon einen neuen arabischen Namen zu wählen, lässt sich aus dem Namen nicht automatisch auf eine Clanzugehörigkeit des Namensträgers schließen.
Der Clan ist in Deutschland überwiegend in Bremen ansässig; andere Schwerpunkte seines Auftretens sind Essen und Berlin. Ein weiterer Schwerpunkt ist Malmö in Schweden.
In Bremen werden etwa 30 Familien mit 3500 Angehörigen dem Clan zugeordnet, bundesweit sollen es über 8000 Angehörige sein.

## Aktivitäten in Deutschland
2004 befasste sich auch die Kommission Organisierte Kriminalität des Bundeskriminalamts (BKA) in Deutschland mit mafiösen Clans im Allgemeinen und kritisierte das Scheitern der Integrationsbemühungen in Deutschland. Die Justiz habe nach Meinung der Ermittler durch falsch verstandene Toleranz und Nachsichtigkeit das Problem verschlimmert, und die Zerschlagung der kriminellen Strukturen sei zumindest in Teilbereichen nur noch bei Zusammenarbeit aller mit der Thematik befassten Behörden, justizieller Unterstützung und dem Ausbau kriminaltaktischer Ermittlungsmaßnahmen möglich.
Offiziellen Angaben des Bremer SPD-Staatsrates Matthias Stauch aus dem Jahr 2008 zufolge gibt es allerdings von der Staatsanwaltschaft keine Daten zu einer möglichen Anzahl von Straftaten der Großfamilie Miri, schon weil Verwandtschaftsverhältnisse nicht erfasst werden oder dem Datenschutz unterliegen. Im von der Polizei in Bremen vermuteten Personen-Umfeld des Clans von ungefähr 1400 Personen seien bislang 440 als Tatverdächtige in Erscheinung getreten. Laut Polizeisprecher Niels Matthiesen hingegen lebten im Jahr 2013 rund 2600 Clan-Angehörige in Bremen, von denen „die Hälfte im Polizeicomputer wegen erheblicher Straftaten erfasst“ sei. Diese Zahl nennt auch der Stern in einem Artikel aus dem Jahr 2011, stern TV schreibt im selben Jahr allerdings auch von 1100. Nach Polizeierkenntnissen aus den 2000er-Jahren waren zu jener Zeit nur wenige Clanmitglieder gut integriert.
Laut Stern TV kündigte der Bremer Innensenator Ulrich Mäurer (SPD) zwar eine Nulltoleranz-Strategie an, passiert sei seitdem jedoch nichts. Der ehemalige Bremer Polizeipräsident und jetzige Präsident des Bundeskriminalamts, Holger Münch, kritisierte die Berichterstattung von Stern TV als „reißerisch und ungenau“. In Bremen wurde ein Handlungskonzept Stopp der Jugendgewalt insbesondere für Hochrisikofamilien erarbeitet, das auf jugendliche Intensivtäter abzielt, von denen es in ganz Bremen insgesamt 140 gebe. Weil zu einer Familie 1400 Personen gerechnet würden, solle man „sich davor hüten, eine ganze Familie unter Generalverdacht zu stellen“, so Stauch.
Das Vorgehen der Polizei bezeichnete ein Rechtsanwalt des Clans als „unredlich“. Er monierte, dass „auf der Basis sehr zweifelhafter Zahlen eine Kampagne“ gefahren werde, und mahnte Sozialpolitik als „die beste Sicherheitspolitik“ an. Spiegel Online zitiert einen BKA-Bericht, wonach Asylbewerber „qua Arbeitsverbot an der Eingliederung gehindert“ würden. Die Rechtslage fördere so die Isolation. Sie bildeten „heimatliche Dorfstrukturen“ nach, hätten einen sehr hohen Anteil an Analphabeten und seien dadurch relativ abgeschottet.
Ein Familienmitglied leitete das ab 2011 in Bremen verbotene Chapter des Motorradclubs Mongols MC, das überwiegend Mitglieder mit Migrationshintergrund aufnahm. Die Mongols lieferten sich dort mit den Hells Angels gewalttätige Auseinandersetzungen. Jener Bandenanführer wurde zu sechs Jahren Haft wegen bandenmäßigen Drogenhandels verurteilt. Von 1989 bis 2014 wurde er 19 Mal rechtskräftig verurteilt, so wegen Raubes, schweren Diebstahls, Hehlerei, Unterschlagung und bandenmäßigen Drogenhandels. Weil Anfang 2018 ein Abkommen der Bundesregierung mit dem Libanon über Rückführungen geschlossen wurde, konnte der ab 2006 Ausreisepflichtige zwischenzeitlich dorthin abgeschoben werden. Die Welt hatte berichtet, dass erst ein vom Präsidenten der Bundespolizei Dieter Romann organisierter libanesischer Pass die überraschende Abschiebung möglich gemacht habe. Weiter berichtet die Zeitung, dass bei der Abschiebung jenes Miri-Mitglieds die GSG9, eine Spezialeinheit der Bundespolizei, und der Flugdienst der Bundespolizei beteiligt gewesen und jener Miri mit einem eigens für die Abschiebung gecharterten Learjet in den Libanon geflogen worden sei. Nach einer offenbar illegalen Einreise (es bestand eine Wiedereinreisesperre) befand sich jener Miri zwischenzeitlich wieder in Bremen und beantragte nach Aussage seines Anwalts Asyl. Angeblich war er inzwischen geläutert: Laut Anwalt wollte er das Milieu verlassen, seiner Arbeit nachgehen, weiterhin seine kranke Mutter pflegen und mit ihr zu seiner deutschen Lebensgefährtin in ein anderes Bundesland ziehen. Seine Lebensgefährtin erwarte ein zweites gemeinsames Kind. Zuvor hatten bereits das Landgericht und das Oberlandesgericht Bremen den Rest seiner letzten Haftstrafe auf Bewährung ausgesetzt, wegen positiver Sozialprognose.
Der Asylantrag wurde jedoch als „offensichtlich unbegründet“ abgelehnt. Der Bandenanführer wurde zunächst in Abschiebehaft genommen. Wegen erneuter illegaler Rückkehr jenes Intensivstraftäters ließ Bundesinnenminister Horst Seehofer die Grenzkontrollen verschärfen. Seit dem 7. November 2020 können nun Menschen, die trotz Einreisesperre in Deutschland einreisen, an den deutschen Grenzen abgewiesen werden. Wer trotzdem illegal ins Land kommt und Asyl beantragt, muss bis zu der Entscheidung eines Asylschnellverfahrens in Abschiebehaft bleiben. Der Intensivstraftäter reichte beim Verwaltungsgericht der Freien Hansestadt Bremen Klage gegen die Ablehnung seines Asylantrages ein und stellte einen Eilantrag, um bis zur Entscheidung nicht abgeschoben zu werden. Das Bremer Verwaltungsgericht lehnte im November 2020 den Eilantrag ab. Das Innenministerium gab kurz darauf bekannt, jenes Miri-Familienmitglied sei, nicht ohne sich dabei zu wehren, wieder in den Libanon abgeschoben worden. Mitte 2021 erklärte das Verwaltungsgericht Bremen die wiederholten Abschiebungen für rechtswidrig. Das Wiedereinreiseverbot blieb aber bestehen.
Zum Umfeld des Miri-Clans gehört nach Einschätzung deutscher Behörden ein wegen schweren Bandendiebstahls im Jahr 2012 zu fünfeinhalb Jahren Haft verurteilter Flüchtiger. Dieser konnte nach Ermittlungsarbeit der deutschen Polizei und der türkischen Polizei Ende 2020 in Izmir festgenommen werden. Diesem Intensivstraftäter wird des Weiteren zur Last gelegt, nach seiner Verurteilung und Flucht, zusammen mit Komplizen, Senioren in Deutschland um mehrere hundert Millionen Euro betrogen zu haben.
Anfang 2024 wurde publik, dass der Miri-Clan einen Spitzel in der Financial Intelligence Unit (FIU, Anti-Geldwäsche-Behörde des Bundesfinanzministeriums) hatte, der monatelang vertrauliche Informationen an den Clan weitergegeben und das Ausländerzentralregister benutzt hatte. Die Staatsanwaltschaft Bremen bestätigte ein Ermittlungsverfahren wegen des Verdachts der Bestechlichkeit gegen den ehemaligen FIU-Mitarbeiter. Der Spitzel war von Frühjahr 2022 bis zu einer Razzia im März 2023 in der FIU tätig.
Im August 2024 wurde der als Sammy Miri bekannte mutmaßliche Clanboss von der Türkei an Deutschland ausgeliefert.

## Familien-Union e. V.
Im Februar 2011 beschrieben Ahmed Miri und ein Mitglied der Großfamilie Al-Zein im Tagesspiegel die Etablierung einer Familien-Union, die etwa 70 % aller Angehörigen der Familien erreiche und vor allem junge Mitglieder davon überzeugen wolle, dass der Bildungsweg aussichtsreicher als eine kriminelle Laufbahn sei. So wollte der im Jahr 2009 in Essen gegründete Verein Familien Union e. V. eigene Freizeiteinrichtungen in den Berliner Ortsteilen Neukölln, Wedding und Spandau eröffnen. Zugleich wurde im Interview Kooperationsbereitschaft mit der Polizei angekündigt. Unter den Mitgliedern befanden sich im Jahr 2011 auch Angehörige weiterer arabischer Großfamilien, wie dem des Remmo-Clans.
Ende 2018 stellte die Stadt Essen die Kooperation mit dem Verein wegen unerfüllter Hoffnungen ein. Ebenfalls hat die Arbeiterwohlfahrt die Partnerschaft mit der Union in der Jugendarbeit „wegen Unvereinbarkeit der Ziele“ abgebrochen. Mitglieder der Familien-Union bekamen im Mai 2019 von der Essener Polizei eine Gefährderansprache, nachdem der Berliner Migrationsforscher Ralph Ghadban nach Veröffentlichung des Buches Arabische Clans – die unterschätzte Gefahr bedroht worden war. Im Mai 2019 trat der Vorsitzende der Familien-Union zurück.

## Filme
- Die Clans – Arabische Großfamilien in Deutschland. Fernseh-Reportage, Deutschland 2018, 27:55 Min., Buch und Regie: Olaf Sundermeyer, Moderation: Astrid Frohloff, Produktion: rbb, Reihe: kontraste, Erstausstrahlung am 2. August 2018 bei rbb-Fernsehen (Film-Transkript von rbb).